# Saladillo (San Luis)
Saladillo es una localidad del Departamento Coronel Pringles, provincia de San Luis, Argentina.
Se encuentra a 54 km al este de la ciudad de San Luis a través de la ruta provincial 20.

## Población
Contó con 275 habitantes (Indec, 2010), lo que representó un incremento del 2,2 % frente a los 269 habitantes (Indec, 2001) del censo anterior.
Según el censo 2022 la población total de la Comisión municipal fue de 417 personas. En tanto, el número de viviendas registradas fue de 184.
| Gráfica de evolución demográfica de Saladillo entre 1869 y 2022 |
|                                                                 |
| Fuente: Censos nacionales del INDEC                             |